# Alfa Romeo Arna
O Alfa Romeo Arna é um carro familiar pequeno construído pela fabricante italiana Alfa Romeo entre 1983 e 1987.
Lançado em 1983 no Salão de Frankfurt, o Arna foi o produto de uma parceria de vida curta da Alfa Romeo com a fabricante japonesa Nissan; o nome do carro é um acrónimo que significa Alfa Romeo Nissan Autoveicoli. O Arna era praticamente uma gémeo do Nissan Cherry/Nissan Pulsar série N12, mas tinha motores Alfa Romeo vindos do Alfasud, tal como uma transmissão e suspensão dianteira da Alfa Romeo. No entanto usava uma suspensão traseira da Nissan. Os painéis da carroçaria do carro foram construídos no Japão, pela Nissan e depois enviados para a nova fábrica da Alfa Romeo da altura em Pratola Serra, perto de Nápoles, para a montagem. Carros construídos na Itália mas com o nome Nissan Cherry Europe conseguem ser facilmente identificados graças aos seus conjuntos de iluminação traseira que correspondem ao do Arna ao invés do Cherry construído no Japão.
O Arna não foi, contudo, um sucesso económico e a produção cessou após apenas quatro anos, provavelmente devido ao facto bizarro que o Arna apresentava as piores qualidades de cada um dos seus pais. Enquanto o que os clientes esperavam de um veículo ítalo-japonês era ter o estilo italiano e a ágil dinâmica de condução conectado com robustos sistemas mecânicos e electrónicos japoneses, o Arna era o inverso completo. Continuou com a reputação da Alfa de problemas mecânicos e eléctricos tempestuosos juntamente com uma carroçaria de qualidade questionável de estilo deselegante, com uma condução insípida comum dos carros japoneses da altura. Esta má combinação de forças técnicas serviu para matar as vendas do Arna muito rapidamente. O Arna está na posição número 25 no livro de Richard Porter, "Crap Cars".

## Modelos
O Arna foi construído inicialmente com uma versão L de 3 portas e uma SL com 5 portas com o motor boxer 1.2L do Alfasud com 63 cv. Em 1984 foi intrduzida a versão TI com 3 portas que tinha um motor boxer 1.3L que conseguia alcançar 170 km/h de velocidade máxima. Em 1985, veio um motor 1.2L com 68 cv e também havia alguns carros versão TI com um motor boxer 1.5L, também vendido como o Nissan Cherry Europe GTI. O 1.5 TI/ Cherry GTI tinha uma velocidade máxima de 175 km/h.

## Motores
| Especificações | Especificações | Especificações | Especificações                     |
| Modelo         | Disposição     | Tipo           | Potência                           |
| -------------- | -------------- | -------------- | ---------------------------------- |
| 1.2L           | (1186 cc)      | F4             | 63 cv (46,3 kW)                    |
| 1.2L           | (1186 cc)      | F4             | 68 cv (50,0 kW)                    |
| 1.3L           | (1350 cc)      | F4             | 71 cv (52,2 kW) ou 86 cv (63,3 kW) |
| 1.5L           | (1490 cc)      | F4             | 95 cv (69,9 kW)                    |